# Panizza (azienda)
Panizza Srl è un'azienda di moda italiana, che produce cappelli di feltro, fondata da Giovanni Panizza insieme a Natale Gamba e Antonio Ferri, nel 1879 a Ghiffa nell'alto Verbano in Piemonte. La produzione è stata in seguito spostata a Montevarchi in Toscana.

## Storia della fabbrica

### Gli inizi
La produzione di cappelli di feltro era tradizionale delle zone dell'alto Verbano sulle rive del lago Maggiore, fin dal Settecento.  Il laboratorio Panizza apre con una lavorazione artigianale, indirizzata intenzionalmente alla produzione di un cappello pregiato.
Il primo logo di Panizza era composto da un'aquila imperiale, simbolo di forza e tenacia, una stella nella quale confidare, due emisferi da conquistare, e l'ancora, simbolo del lago su cui s'affacciava lo stabilimento.
L'azienda di Giovanni Panizza punta, con una produzione molto variegata, alla conquista di mercati elitari sia in Italia che, più ancora, all'estero, divenendo famosa accanto alla Borsalino di Alessandria per la qualità dei suoi prodotti.

### La meccanizzazione
Nel settore del cappello, i tempi lunghi occorrenti per la produzione manuale dei feltri finiranno per rendere troppo costosa la lavorazione artigianale; ben presto i piccoli laboratori verranno spazzati via dalla concorrenza delle fabbriche industrializzate.
Divenuti insufficienti i locali occupati dalla fabbrica, il 26 agosto 1882 la Società rileva i terreni di un cascinale per espandere la struttura manifatturiera. Un successivo acquisto viene comunque effettuato nell'aprile del 1884.
La linea di produzione viene insediata tutta sotto la strada nazionale, lasciando a monte della medesima il solo magazzino e l'abitazione di Giovanni Panizza.
Le macchine eliminano inizialmente la mano d'opera ma, in seguito, portando ad una riduzione dei costi, favoriscono un aumento dei consumi e, di conseguenza, della produzione.
Gli ultimi due decenni dell'Ottocento sono piuttosto turbolenti, se non rivoluzionari. Il settore del cappello non ha riposo, specie a Intra dove la concentrazione di piccole imprese è grande. Sono anni difficili anche dal punto di vista delle relazioni industriali. Scioperi e serrate coinvolsero le fabbriche della zona.

### L'ingresso della famiglia Gamba: Giovanni Panizza & Compagni

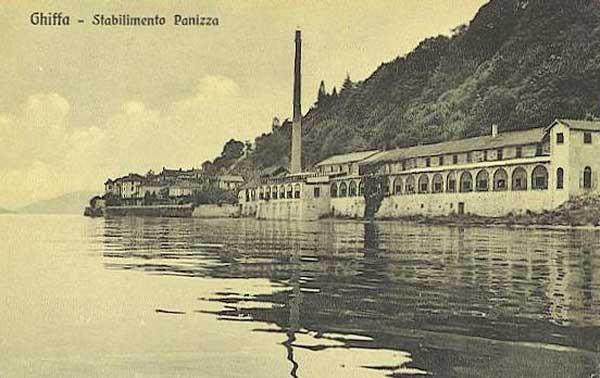
L'Ex stabilimento manifatturiero della Panizza a Ghiffa

Nel 1893 scade il contratto con il primo socio di Panizza, Ferri, e quattro anni dopo Panizza crea una società con la famiglia di Natale Gamba, i cui figli, nipoti e pro-nipoti hanno continuato a gestire il cappellificio fino ad oggi.
Per molti anni la Panizza continuerà a produrre i feltri nella “Fabbrichetta”, distante circa 3 km dallo stabilimento principale. Il problema maggiore con cui il cappellificio ha sempre dovuto fare i conti, è stato sempre la mancanza di spazio per le sue strutture. Stretto fra lago e montagna, lo stabilimento non ha mai potuto assumere grosse dimensioni nemmeno nel periodo più florido. Nel 1933 fu comunque costruito un nuovo edificio adibito all'imbastitura e alla soffiatura.

### La chiusura del cappellificio storico
Undici anni dopo la morte di Panizza, avvenuta nell'ottobre del 1954, la famiglia Gamba abbandona l'attività. Solo nel 1972 Antonio Gamba torna come amministratore delegato al comando della fabbrica, che tuttavia chiude nel 1981.

## L'impianto di Montevarchi
Ad oggi, la produzione si è spostata a Montevarchi, in Toscana, presso il Cappellificio Falcus, divenuta concessionaria e produttrice dagli Anni 90.
L'attuale Amministratore Delegato è Laura Gamba, pro-nipote di Natale Gamba, amico e socio del fondatore Giovanni Panizza.

## Il museo
Nel 1976 una mostra organizzata dai tecnici del cappellificio offrì il primo spunto per la creazione di un'esposizione permanente.
Il 30 giugno del 1986 i costruttori addetti alla riqualificazione dell'area si impegnarono a cedere due sale a vincolo d'uso con destinazione ad attività museale. la mostra, didattica e illustrativa, allestita durante il 1993, apre al pubblico il 1º maggio 1994.
Antonio Gamba ha donato il museo oggi esistente a Ghiffa al comune dando vita ad una fondazione come opera liberale al territorio di origine.